# 黃和鑾
黃和鑾，浙江省台州府寧海縣人，清朝政治人物、同進士出身。
光緒二十四年（1898年），参加光緒戊戌科殿試，登進士三甲151名。光緒二十九閏五月，著交吏部掣签分发各省，以知县即用。